# Friedrich von Borries

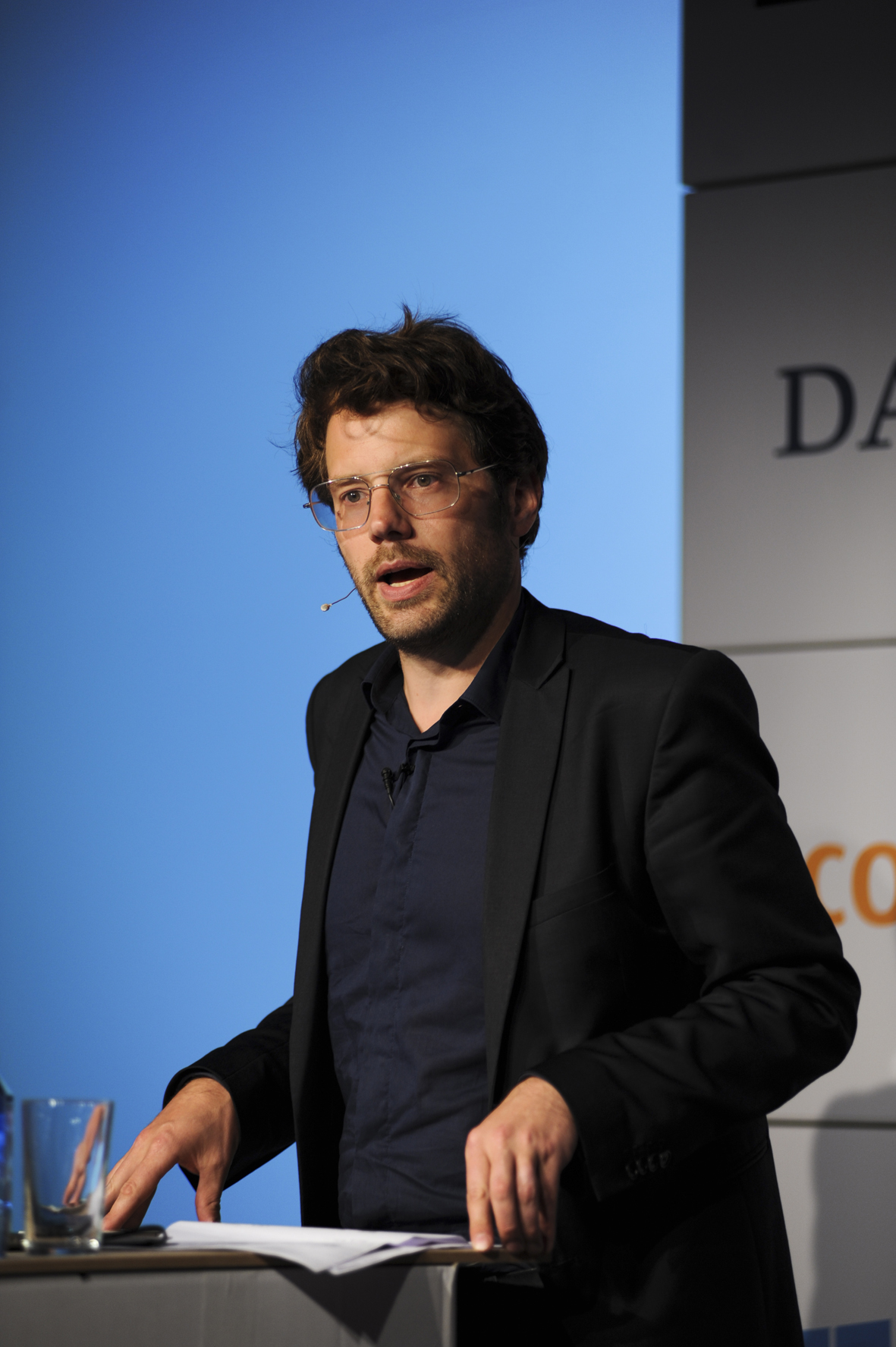
Friedrich von Borries (2013)

Friedrich von Borries (* 21. August 1974 in Berlin) ist ein deutscher Architektur- und Designtheoretiker, Kurator und Schriftsteller.

## Leben
Friedrich von Borries war im Alter von 18 Jahren ein halbes Jahr Mitglied bei den Jungen Liberalen. Er studierte Architektur an der Universität der Künste Berlin, der ISA St. Luc Bruxelles sowie an der Universität Karlsruhe, wo er 2004 mit der Dissertation Markenstadt. Marketingstrategien im urbanen Raum bei Günther Uhlig promoviert wurde. Die essayistisch verfasste Arbeit erschien im gleichen Jahr unter dem Titel Wer hat Angst vor Niketown?/ Who’s Afraid of Niketown?.
In der Zeit von 2001 bis 2003 unterrichtete er an der Technischen Universität Berlin, in den Jahren von 2002 bis 2005 war er als wissenschaftlicher Mitarbeiter an der Stiftung Bauhaus Dessau an Projektarbeiten beteiligt. Von 2003 bis 2009 betrieb er gemeinsam mit Matthias Böttger das Büro raumtaktik in Berlin, von 2009 bis 2022 leitete er in Berlin das Projektbüro Friedrich von Borries. Von 2007 bis 2008 war er als Gastwissenschaftler an der ETH Zürich und am MIT Cambridge sowie Gastprofessor an der Akademie der bildenden Künste Nürnberg tätig. Weiterhin war von Borries Research Fellow am Goldsmiths College in London. Von 2007 bis 2012 war er Mitglied der Jungen Akademie an der Berlin-Brandenburgischen Akademie der Wissenschaften und der Deutschen Akademie für Naturforscher Leopoldina.
2008 war von Borries gemeinsam mit Matthias Böttger Generalkommissar für den deutschen Beitrag auf der Architekturbiennale in Venedig. Seit 2009 lehrt er als Professor für Designtheorie an der Hochschule für bildende Künste Hamburg, seit 2022 leitet er mit dem Kommunikationsexperten Torsten Fremer die Initiative Vorstellungskraft X, die Unternehmen und Institutionen bei Transformationsprozessen begleitet. Für die Onlineausgabe der Kunstzeitschrift Monopol produziert Vorstellungskraft X den Podcast »Fantasiemuskel«, in dem sich Kunst und Wirtschaft produktiv begegnen.

## Filme
- 2021: Die Kunst der Folgenlosigkeit (Regie zusammen mit Jakob Brossmann)[3][4]

## Kuratorische Tätigkeit (Auswahl)
- 2005: Künstlerischer Leiter der Ausstellung Wild Wild EAST in der Galerie für Zeitgenössische Kunst Leipzig, gefördert durch die Kulturstiftung des Bundes
- 2005–2006: Künstlerischer Leiter der Wanderausstellung Fanshop der Globalisierung.  In Kooperation mit der Bundeszentrale für politische Bildung
- 2008–2010: Updating Germany, Deutscher Beitrag auf der Architekturbiennale Venedig 2008, im Auftrag des Bundesministeriums für Verkehr, Bau und Stadtentwicklung.
- 2009: Fernsehtürme. 8.559 Meter Politik und Architektur, Deutsches Architekturmuseum (DAM), Frankfurt
- 2009: Heimatcontainer. Deutsche Fertighäuser in Israel, Stiftung Bauhaus Dessau, Dessau (über Kupferhäuser)
- 2010: Klimakapseln, Museum für Kunst und Gewerbe, Hamburg
- 2013: Realität und Fiktion, Villa Schöningen, Potsdam
- 2013: Die Berliner Weltverbesserungsmaschine, Hamburger Bahnhof – Museum für Gegenwart – Berlin und 15 weitere Berliner Museen, ein Kooperationsprojekt von Berlin-Brandenburgische Akademie der Wissenschaften, Staatliche Museen zu Berlin – Preußischer Kulturbesitz, Museum für Naturkunde Berlin, Deutsches Historisches Museum, Junge Akademie und Hochschule für bildende Künste Hamburg
- 2015–2019: Design Display, Autostadt, Wolfsburg
- 2017: Mexibility. Wir sind in der Stadt, wir können sie nicht verlassen*, Casa del Lago (UNAM), Mexiko-Stadt
- 2017: Bibliothek für Gesellschaftsdesign, Museum für angewandte Kunst, Wien.

- 2018: ehrlichmonument – eine Installation, DAZ – Deutsches Architekturzentrum, Berlin.
- 2018: Übungsraum für Kritik, Kampnagel, Hamburg.
- 2018–2019: Politics of Design, Design of Politics, Die Neue Sammlung – The Design Museum, München.
- 2020–2021: Schule der Folgenlosigkeit. Übungen für ein anderes Leben, Museum für Kunst und Gewerbe, Hamburg
- 2022–2023: Hauptstadt der Folgenlosigkeit Heilbronn, u. a. in Kooperation mit dem Kunstverein Heilbronn, Literaturhaus Heilbronn, Hochschule Heilbronn u. v. m.

## Romane
- 1WTC, Suhrkamp nova, Berlin 2011, ISBN 978-3-528-46274-1
- RLF, Suhrkamp nova, Berlin 2013, ISBN 978-3-518-46443-4
- Fest der Folgenlosigkeit, Suhrkamp nova, Berlin 2021, ISBN 978-3-518-47161-6

## Veröffentlichungen (Auswahl)
- Wer hat Angst vor Niketown?/ Who’s Afraid of Niketown? episode publishers, Rotterdam 2004, ISBN 978-90-5973-015-1; Neuauflage 2012: Wer hat Angst vor Niketown - Nike-Urbanismus, Branding und die Markenstadt von morgen, Suhrkamp, Berlin 2012, ISBN 978-3-518-12652-3.
- mit Matthias Böttger (Hrsg.): Fanshop der Globalisierung. Bundeszentrale für Politische Bildung, Bonn 2006, ISBN 3-89331-684-1
- mit S. P. Walz & Matthias Böttger (Hrsg.): Space Time Play, Birkhäuser, Berlin Boston Basel 2007, ISBN 978-3-7643-8414-2
- mit Jens-Uwe Fischer: Sozialistische Cowboys. Der Wilde Westen Ostdeutschlands. Suhrkamp, Frankfurt a. M. 2008, ISBN 978-3-518-12528-1
- mit Matthias Böttger (Hrsg.): Updating Germany. 100 Projekte für eine bessere Zukunft. Hatje Cantz, Ostfildern-Ruit 2008, ISBN 978-3-7757-2262-9
- mit Matthias Böttger & Florian Heilmeyer (Hrsg.): Bessere Zukunft? Auf der Suche nach den Räumen von Morgen. Merve, Berlin 2008, ISBN 978-3-88396-255-9
- mit Matthias Böttger & Florian Heilmeyer (Hrsg.): TV-Towers. 8.559 Meters Politics and Architecture.  Jovis, Berlin 2009, ISBN 978-3-86859-024-1
- Die Freiheit der Krokodile. Merve, Berlin 2009, ISBN 978-3-88396-274-0
- mit Jens-Uwe Fischer: Heimatcontainer. Deutsche Fertighäuser in Israel. Suhrkamp, Frankfurt a. M. 2009, ISBN 978-3-518-12593-9
- Klimakapseln. Überlebensbedingungen in der Katastrophe. Suhrkamp, Berlin  2010, ISBN 978-3-518-12615-8
- (Hrsg.): Berliner Atlas paradoxaler Mobilität. Merve, Berlin 2011, ISBN 978-3-88396-304-4
- mit Christian Hiller & Wilma Renfordt: Klimakunstforschung. Merve, Berlin 2011, ISBN 978-3-88396-299-3
- mit Christian Hiller, Daniel Kerber, Friederike Wegner, Anna-Lena Wenzel (Hrsg.): Glossar der Interventionen, Merve Verlag, Berlin 2012, ISBN 978-3-88396-323-5
- mit Jesko Fezer (Hrsg.): Weil Design die Welt verändert ... . Gestalten Verlag, Berlin 2013, ISBN 978-3-89955-475-5
- mit Jens-Uwe Fischer: Die Berliner Weltverbesserungsmaschine. Eine Geschichte des fortwährenden Scheiterns. Merve, Berlin 2013, ISBN 978-3-88396-343-3
- mit Moritz Ahlert & Jens-Uwe Fischer (Hrsg.): Die Berliner Weltverbesserungsmaschine. Die Rekonstruktion einer abstrakten Imagination. Merve, Berlin 2013, ISBN 978-3-88396-344-0
- mit Christian Hiller, Friederike Wegner, Anna-Lena Wenzel (Hrsg.): Urbane Interventionen Hamburg, Merve Verlag, Berlin, 2014, ISBN 978-3-88396-332-7
- mit Roland Nachtigäller (Hrsg.): Museum Unplugged – Eine Selbstbefragung. Marta Herford, Herford 2015, ISBN 978-3-938433-23-2
- Weltentwerfen – Eine politische Designtheorie. Suhrkamp, Berlin 2016, ISBN 978-3-518-12734-6
- mit Moritz Ahlert (Hrsg.): Mexibility. We are in the city we cannot leave it, editorial RM + Goethe-Institut Mexiko, Mexiko-Stadt 2017, ISBN 978-84-17047-07-8
- mit Mara Recklies: IUI. Propädeutik der Intervention, Merve, Berlin 2018, ISBN 978-3-96273-007-9.
- mit Hans-Joachim Lenger: Metastasen des Krieges. Merve, Berlin 2018, ISBN 978-3-96273-005-5.
- mit Jakob Schrenk: Kritik üben. Ein Manual: für alle – vom Einsteiger bis zum Profi, kursbuch.edition, Hamburg 2018, ISBN 978-3-96196-035-4.
- mit Angelika Nollert u. a. (Hrsg.): Friedrich von Borries. Politics of Design, Design of Politics, Walther König, Köln 2018, ISBN 978-3-96098-467-2.
- mit Benjamin Kasten: Stadt der Zukunft –  Wege in die Globalopolis, S. Fischer, Frankfurt am Main 2019, ISBN 978-3-596-70432-3.
- mit Jens-Uwe Fischer: Gefangen in der Titotalitätsmaschine. Der Bauhäusler Franz Ehrlich, Suhrkamp, Berlin 2022, ISBN 978-3-518-12801-5.
- Architektur im Anthropozän. Eine spekulative Archäologie, Suhrkamp, Berlin 2024, ISBN 978-3-518-43202-0

## Preise (Auswahl)
- 2006, Preis der Körberstiftung, 3. Platz, für das Brettspiel „BürgerMeister. Ein Strategiespiel für Schrumpfende Städte“, gemeinsam mit Matthias Böttger
- 1998, Studienpreis der Körberstiftung, 2. Platz für die Installation „Chat-Stop“, gemeinsam mit Gesa Glück, Tobias Neumann und André Schmidt
- Preise für die Ausstellungsreihe Design Display und/oder das Magazin On Display:
- 2017, DDC Gute Gestaltung 2017, Preis Silber in der Kategorie Raum/Architektur[5]
- 2017, Iconic Award Preis in der Kategorie Architecture: Exhibition
- 2017, red dot Communication Design, Preis in der Kategorie Publishing & Print Media[6]
- 2017, German Design Award, Preis in der Kategorie Fair and Exhibition[7]
- 2017, Good Design Award (The Chicago Athenaeum)